# NGC 2943
NGC 2943 je galaksija u zviježđu Lavu.

## Vanjske poveznice
- SEDS: NGC 2943